# Nectomys magdalenae
Nectomys magdalenae (syn. Nectomys grandis) är en gnagare i släktet vattenrisråttor som förekommer i Colombia.
Vuxna exemplar är 182 till 290 mm långa (huvud och bål) och har en 191 till 270 mm lång svans. De har 46 till 57 mm långa bakfötter och 17 till 24 mm stora öron. Viktuppgifter saknas. Den grå pälsen med inslag av ockra är mörkare på ovansidan men en längsgående mörk strimma på ryggens topp saknas. Arten har ett robust kranium. Allmänt liknar den andra vattenrisråttor i utseende. Den har en diploid kromosomuppsättning av 32 eller 34 kromosomer (2n=32−34) medan värdet för Nectomys apicalis är 2n=38−42.
Utbredningsområdet ligger vid Magdalenafloden och Caucafloden samt i angränsande delar av Anderna upp till 2000 meter över havet. Nectomys magdalenae simmar ofta i vattnet och den hittas alltid nära vattenansamlingar. Habitatet varierar mellan regnskogar, galleriskogar, gräsmarker och odlingsmark. Individerna är antagligen nattaktiva och de lever främst ensam. De skapar ett näste under träbitar som ligger på marken eller i den täta växtligheten. Arten har leddjur, kräftdjur och andra ryggradslösa djur som föda som kompletteras med några frukter och svampar. Nectomys magdalenae jagas bland annat av tornugglan.
Beståndet påverkas negativ av skogsröjningar. Populationens storlek är okänd. IUCN listar arten med kunskapsbrist (DD).